# 祇王村
祇王村（ぎおうむら）は、滋賀県野洲郡にあった村。現在の野洲市中心部の北東一帯にあたる。発足時の名称は義王村（読みは同じ）であった。

## 地理
- 河川： 家棟川、童子川

## 歴史
- 1889年（明治22年）4月1日 - 町村制の施行により、永原村・中北村・上屋村・辻町村・冨波村・五之里村・北村の区域をもって義王村が発足。
- 1894年（明治27年）8月22日 - 義王村が改称して祇王村となる。
- 1954年（昭和29年） - 大阪書籍の教科書『小学社会四年生上』に祇王村の様子が10ページにわたり掲載される[1]。
- 1955年（昭和30年）4月1日 - 篠原村・野洲町と合併し、改めて野洲町が発足。同日祇王村廃止。

## 交通

### 鉄道路線
村域を東海道本線が通過したが、駅は所在しなかった。

## 人物
- 妓王（祇王）

## 寺院
- 妓王寺（中北9）
- 福泉寺（永原674）
- 見星寺（上屋858）
- 常念寺（永原690）
- 順徳寺（永原580）
- 西徳寺（辻町127）

## 神社
- 生和神社（冨波乙631）
  - 生和神社御旅所（冨波甲424-66）

- 篠原神社（上屋1448）
- 貴布禰神社（中北128）
- 土安神社（永原1025）
- 菅原神社（永原1041）

- 野上神社（上屋877）
- 三上神社（辻町131）
- 屋棟神社

## 教育
- 野洲市立祇王小学校（上屋116９）
- 祇王幼稚園（永原474）

## その他
- 永原御殿跡
- 祇王郵便局（永原1810-1）
- サラダ館祇王店（永原517）
- 守山警察署祇王警察官駐在所（冨波甲877-4）
- 日本料理妓王（永原571）
- 大岩山古墳群（辻町439）、宮山二号墳（辻町132）